# Orzepowice

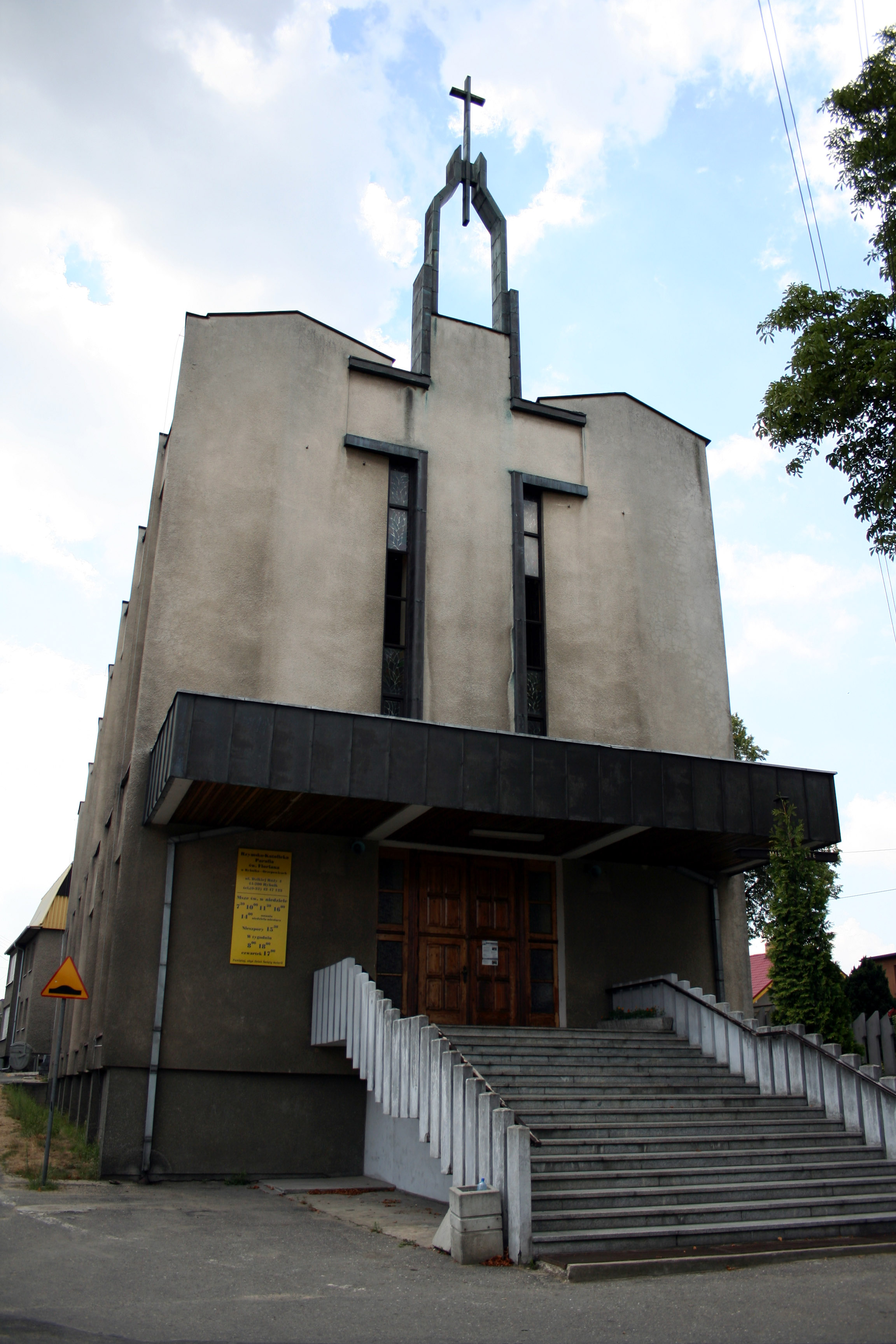
Kościół św. Floriana

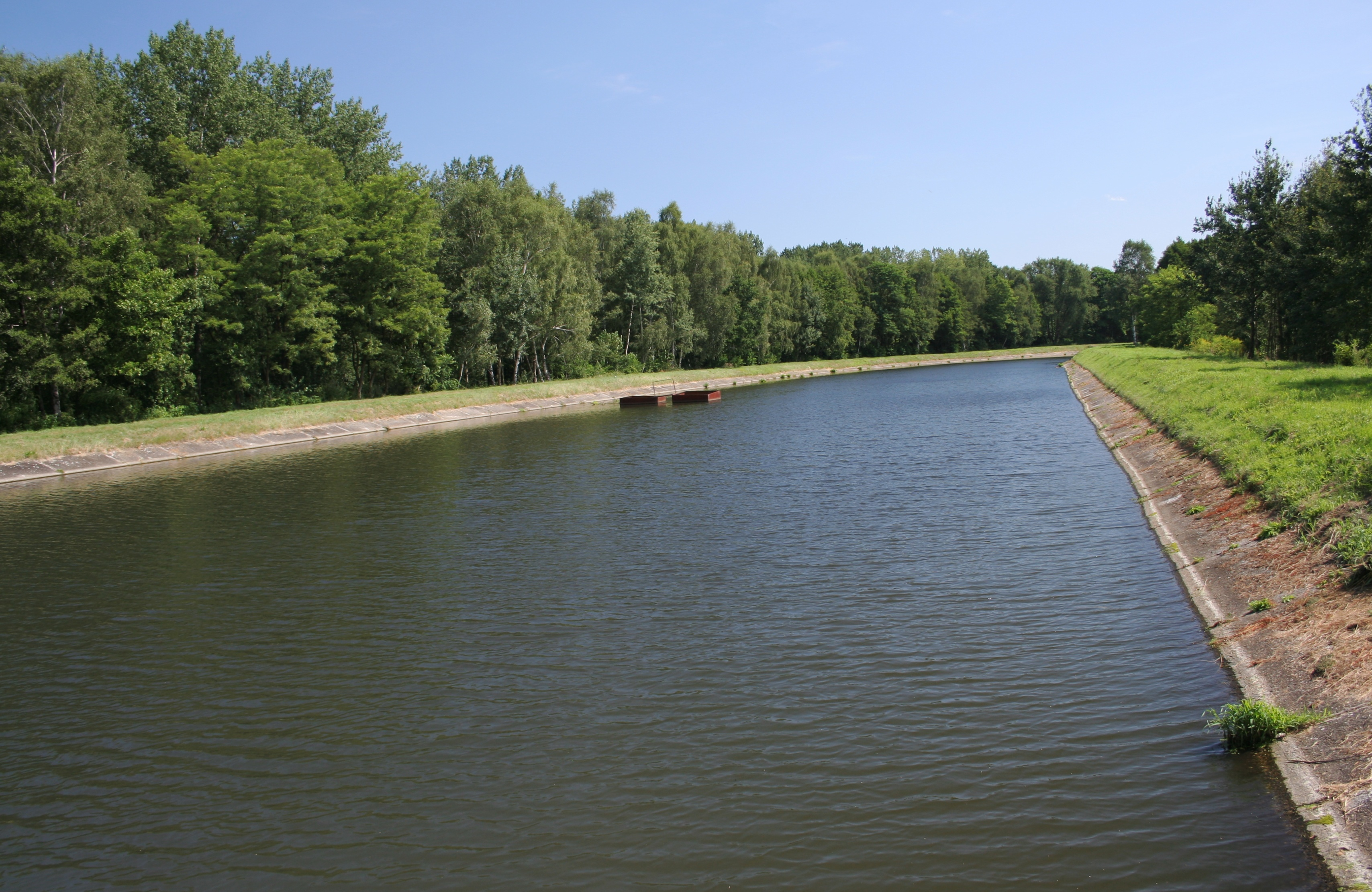
Spiętrzona rzeka Ruda tworząca tzw. Zbiornik Orzepowicki

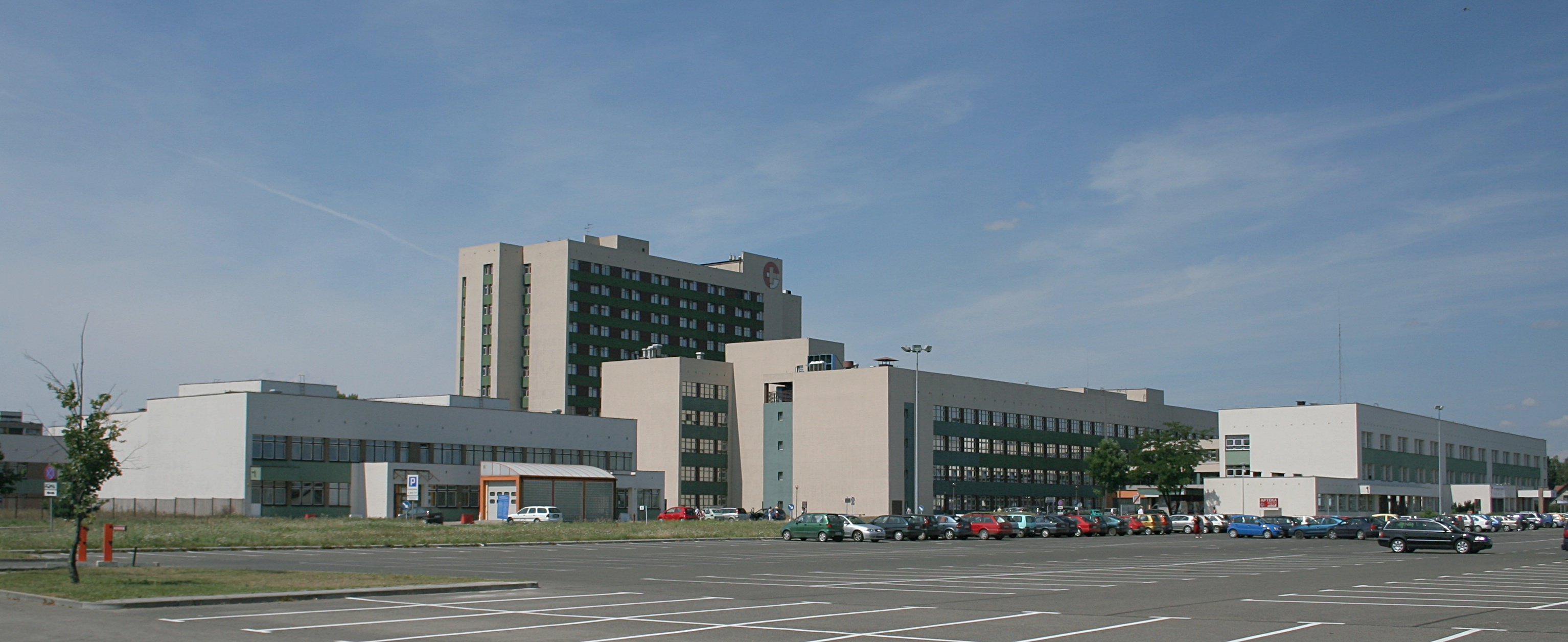
Wojewódzki Szpital Specjalistyczny Nr 3 w Orzepowicach

Orzepowice (niem. Ozippowitz, Orzupowitz) – część miasta i dzielnica Rybnika położona na północny zachód od centrum miasta. W granice miasta jako dzielnica weszła w 1973 roku. Aktualnie liczy 3 705 mieszkańców.

## Nazwa
Pierwotna nazwa Ożepowice pochodzi prawdopodobnie od Ożepa – jednej ze staropolskich form dzisiejszego Józefa. Inną wersją powstania nazwy miejscowości (w średniowieczu nie pojawia się w nazwie miejscowości pierwsza głoska "o") jest nawiązanie do żup, z których wydobywano sól. Do dziś w pobliskim lesie można znaleźć niezamarzający zimą strumyk w miejscu gdzie kiedyś miały być zlokalizowane żupy solne.
Historyczne dokumenty zanotowały obecną dzielnicę Rybnika jako osobną miejscowość w 1614 jako Ożepowice, w 1659 jako Orzupowice.
Jak podaje wykaz daniny missalia (meszne) – „Missalia Parochia Rybniciensis Anno Domini”, w kolejnych latach nazwa wsi zmieniała się następująco:
| Nazwa      | Okres      |
| ---------- | ---------- |
| Orzpowice  | przed 1717 |
| Ozipowice  | 1717       |
| Ozipowicze | 1718       |
| Ozipowicz  | 1719       |
| Ozypowice  | 1734       |
| Ozupowitz  | 1736       |
| Ozypowicze | 1737       |

## Historia
1 września 1939 r. Wojsko Polskie wysadziło most nad rzeką Nacyną. Podczas odbudowy polski oddział ukrywający się w okolicy zastrzelił dwóch robotników – mieszkańców wsi – zmuszonych przez Niemców do odbudowy mostu.
W dniu 24 stycznia 1945 w czasie przemarszu ewakuowanych więźniów obozu oświęcimskiego SS-mani zastrzelili 13 więźniów. Ich zwłoki zakopano w lesie na granicy z Jejkowicami wraz z 19 więźniami zamordowanymi w tej miejscowości.
Od 1945 r. Orzepowice wraz z Golejowem, Ochojcem i Wielopolem należały do gminy zbiorowej Wielopole. Na przełomie lat 40. i 50. istniała gmina Orzepowice. W 1973 r. Orzepowice stały się dzielnicą Rybnika.

## Studzienka

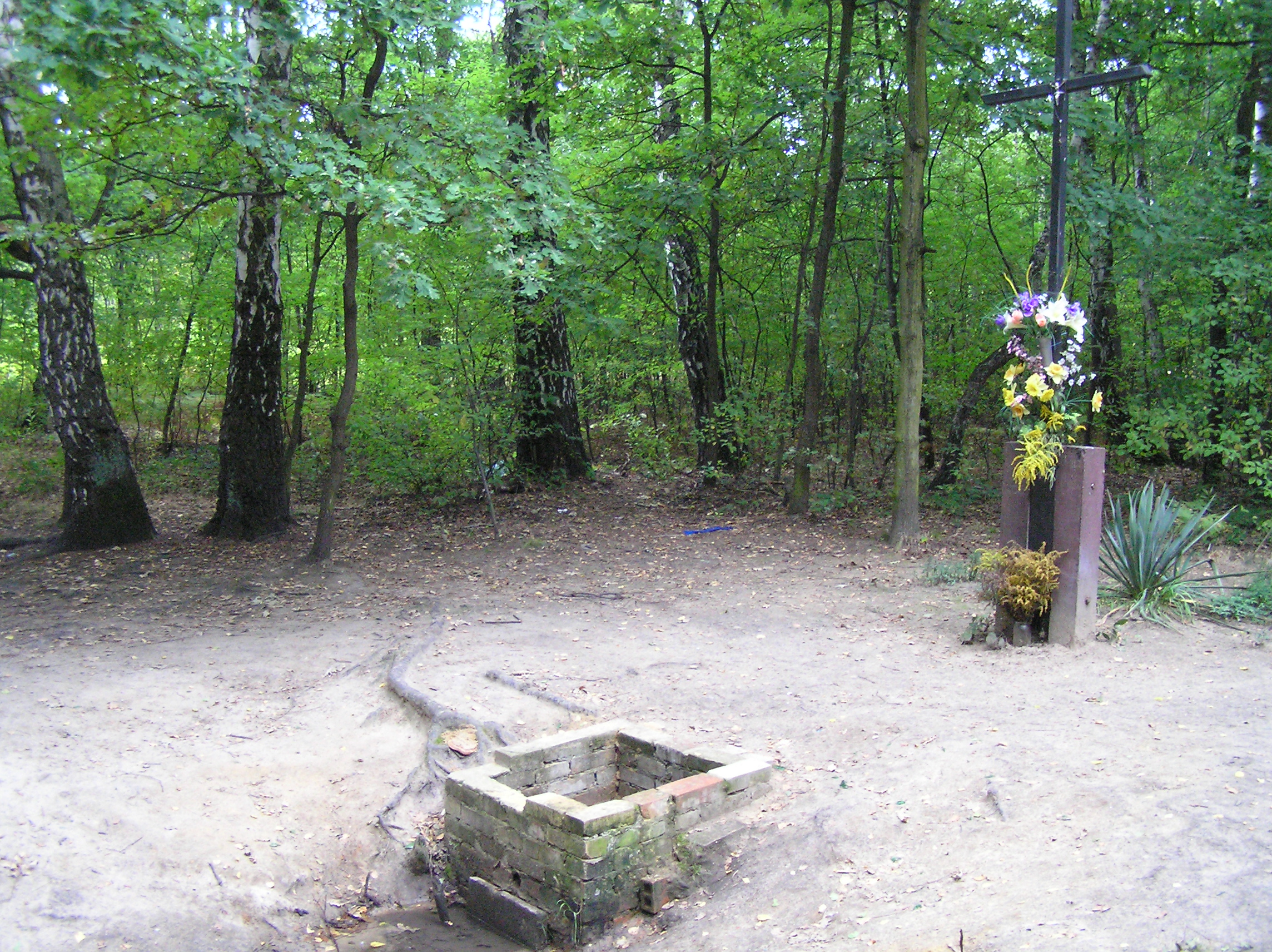
Studzienka w pobliskim lesie przy ul. Borki

W pobliskim lesie przy ulicy Borki znajduje się krzyż i źródełko wody.
Nie jest potwierdzona ani udokumentowana historia tego miejsca, aczkolwiek istnieją legendy na temat jego powstania.
I legenda:
Pierwsza legenda nawiązuje do powstania Studzienki jankowickiej. W tym miejscu miał zostać zabity ksiądz niosący Najświętszy Sakrament, a w miejscu zbrodni miało wytrysnąć cudowne źródełko.
II legenda:
Według drugiej legendy ludzie postawili w tym miejscu krzyż podczas XIX-wiecznej zarazy. Mieli błagać Boga o ochronę przed morowym powietrzem i śmiertelnymi mękami obiecując doroczne pielgrzymowanie w to miejsce.
III legenda:
Ostatnia legenda głosi, iż w średniowieczu w tym miejscu miał przejeżdżać książę raciborski w drodze do rybnickiego zamku. Był to okres mrozów, a źródełko nie zamarzło. Książę miał uznać to za cud i postawić w tym miejscu krzyż.
Studzienka podlega parafii w Orzepowicach, została odnowiona i poświęcona 25 maja 2014 roku.

## Kościół rzymskokatolicki  pw. św. Floriana
W 1872 r. przystąpiono do budowy kaplicy pw. św. Floriana, którą ufundował książę z Rud. W roku 1883 ks. proboszcz Bolik poświęcił kaplicę. Od 1975 zaczęto w przydrożnej kaplice odprawiać msze święte. W roku 1986 rozpoczęto budowę kościoła. 29 kwietnia 1990 r. ks. bp Damian Zimoń dokonał konsekracji kościoła. W dniu 4 maja 2008 r. do parafii przybyły relikwie św. Floriana z krakowskiej katedry.

## Szkoła podstawowa
W 1777 roku wybudowano szkołę, do której uczęszczały dzieci ze wszystkich okolicznych miejscowości. Początkowo mieściła się w budynku prywatnym (w pobliżu dzisiejszego kościoła), a następnie w budynku przedszkola (dzisiejsza Przychodnia NFZ). W 1913 r. powstała nowa szkoła. W 1980 r. zamknięto szkołę, a dzieci dalej uczyły się w Rybnickiej Kuźni (SP 15). W 1990 r. po kapitalnym remoncie ponownie otwarto szkołę pod numerem 32 i dobudowano nowoczesną salę gimnastyczną. W 2008 roku szkoła obchodziła 95-lecie istnienia. W 2012 r. połączono szkołę z przedszkolem w Zespół Szkolno-Przedszkolny nr 7 i zamieniono się budynkami z Zespołem Medycznych Szkół Policealnych Województwa Śląskiego w Rybniku przy ul. Borki.

## Turystyka
Dzielnica zlokalizowana jest pomiędzy dwoma rybnickimi rzekami – Rudą i Nacyną oraz Zalewem Rybnickim i zbiornikiem Orzepowice – przyległym Zalewu Rybnickiego. Przez Orzepowice biegną szlaki turystyczne i rowerowe, na przystani żeglarskiej działają kluby żeglarskie a na przyległym Zalewie Rybnickim spływy kajakowe. Do 2008 roku na ulicy Długiej rosła ok. 150-letnia topola kanadyjska o obwodzie pnia około 420 cm.
W Orzepowicach znajdują się piękne ścieżki widokowe takie jak Bulwary nad Nacyną oraz Bulwary nad Zalewem Rybnickim.
Szlaki turystyczne
 Szlak Morza Rybnickiego (22,5 km)
- Trasa: Rybnik – Stodoły – Kamień

## Demografia
|      | \| Rok \| Liczba mieszkańców \| \| ---- \| ------------------ \| \| 1799 \| 76[14] \| \| 1855 \| 297 \| \| 1861 \| 341[15] \| \| 1880 \| 399[16] \| \| 1885 \| 420 \| \| 1910 \| 903 \| \| 1926 \| 898 \| \| 1931 \| 1317[17] \| \| 1999 \| 2639 \| \| 2008 \| 3200[18] \| \| 2021 \| 3705[19] \| |
| Rok  | Liczba mieszkańców |
| 1799 | 76 |
| 1855 | 297 |
| 1861 | 341 |
| 1880 | 399 |
| 1885 | 420 |
| 1910 | 903 |
| 1926 | 898 |
| 1931 | 1317 |
| 1999 | 2639 |
| 2008 | 3200 |
| 2021 | 3705 |

## W dzielnicy
znajdują się m.in.:

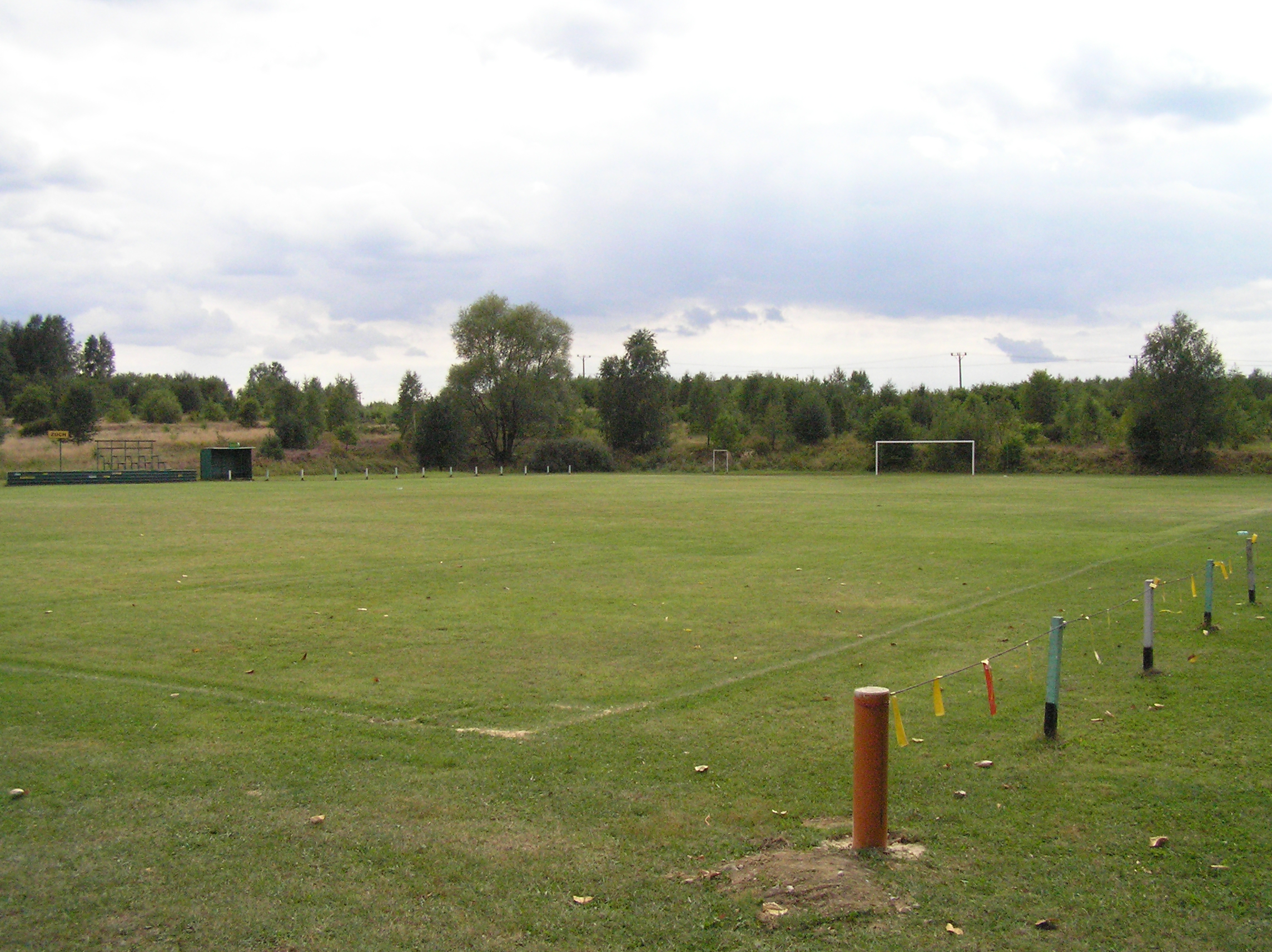
Boisko klubu TKKF Zuch Orzepowice

- zespół szpitalny "Wojewódzki Szpital Specjalistyczny Nr 3 w Rybniku", którego budowę rozpoczęto w 1973 roku. do projektu przywrócono w latach 90., a oddano go do użytku w 2000 roku. Na jego terenie znajduje się kaplica szpitalna pw. Krzyża Świętego.
- Kościół Rzymskokatolicki pw. św. Floriana
- Szkoła Podstawowa nr 32 im. Alfreda Szklarskiego.
- Przedszkole nr 35 "Bajkowa Łąka"
- Kapliczka pw. św. Floriana przy ul. Rudzkiej
- Zespół Medycznych Szkół Policealnych Województwa Śląskiego w Rybniku,
- Studzienka w lesie przy ul. Borki
- Na tzw. mycie została postawiona 6,5 m; czterokondygnacyjna Boża Męka z figurą Matki Boskiej Królowej Aniołów.
- Oczyszczalnia ścieków
- OSP Orzepowice

działają:
- klub sportowy Zuch Orzepowice (rok założenia ok. 1920),

## Transport
Przez Orzepowice biegnie droga wojewódzka nr 920 (Rybnik – Rudy).

## Znani orzepowiczanie
- Piotr Mowlik
- Alojzy Prus
- Michał Rosa